# Dã Tượng

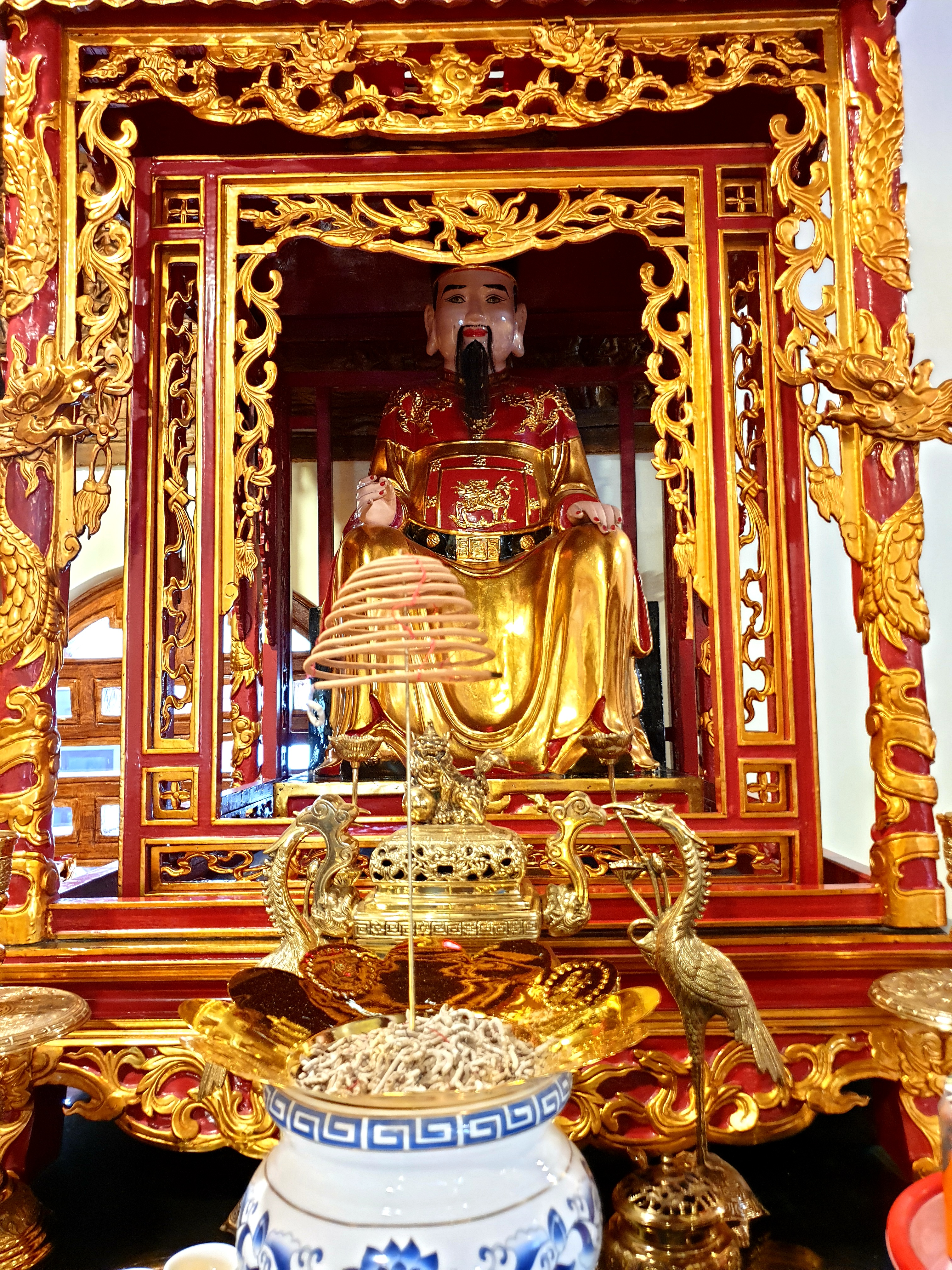
Dã Tượng được thờ trên Ban thờ trong Đền thờ Đức Thánh Trần, Quận 1

Dã Tượng (chữ Hán: 野象, có nghĩa là voi rừng) là gia tướng và một trong 5 mãnh tướng dưới trướng của quốc công tiết chế Trần Hưng Đạo. Dã Tượng là người có tài thuần phục và huấn luyện voi chiến. Ông là người đã chỉ huy lực lượng tượng binh Nhà Trần giao chiến với kỵ binh quân Nguyên ở trận Vạn Kiếp. Đoạn văn sau trích từ Đại Việt sử ký toàn thư có nhắc đến ông:
Trước đây, Hưng Đạo Vương có người nô là Dã Tượng và Yết Kiêu, đối xử rất hậu. Khi quân Nguyên tới, Yết Kiêu giữ thuyền ở Bãi Tân, Dã Tượng thì đi theo. Đến lúc quan quân thua trận, thủy quân tan cả. [Hưng Đạo] Vương định rút theo lối chân núi. Dã Tượng nói: "Yết Kiêu chưa thấy Đại Vương thì nhất định không dời thuyền".
Dã Tượng đã lập nhiều chiến công trong Kháng chiến chống Nguyên – Mông, đời Trần. Ông cùng với Yết Kiêu, Cao Mang, Đại Hành và Nguyễn Địa Lô là 5 thuộc hạ tài giỏi và trung thành của Hưng Đạo Vương. Trong cuộc kháng chiến chống Mông – Nguyên, ông đóng góp đắc lực, tận tình bảo vệ chủ tướng. Chính ông và Yết Kiêu có công lớn trong trận bắt sống Toa Đô. Ông nổi tiếng là một tướng dũng cảm tài giỏi dưới trướng của Trần Hưng Đạo.